# دانيال فونتانا
دانيال فونتانا (بالإسبانية: Daniel Fontana؛ بالإيطالية: Daniel Fontana) هو تريثلت إيطالي وأرجنتيني، ولد في 31 ديسمبر 1975 في جنرال روكا، ريو نيغرو في الأرجنتين.

## وصلات خارجية
- الموقع الرسمي
- دانييل فونتانا على موقع اتحاد الترياتلون الدولي (الإنجليزية)
- دانييل فونتانا على موقع IAT Triathlon Database (الإنجليزية)
- دانييل فونتانا على موقع أوليمبيديا (الإنجليزية)